# Germabenzen

Stabilní derivát 2-germanaftalenu

Germabenzen (C5H6Ge) je organická sloučenina odvozená od benzenu náhradou jednoho atomu uhlíku atomem germania. Samotný germabenzen byl teoreticky zkoumán,  připravit se podařilo jeho 2,4,6-tris[bis(trimethylsilyl)methyl]fenylový (Tbt) derivát.
Jsou také popsány germaniové deriváty naftalenu, jako je stabilní sloučenina obsahující 2-germanaftalenové jádro.
Tbt skupina tvoří štít, který chrání vazbu germanium-uhlík před možnými reakcemi.
Tato sloučenina je aromatická, podobně jako další podobné sloučeniny obsahující prvky 14. skupiny silabenzen a stannabenzen.